# Kaiserstuhl (Gebirge)

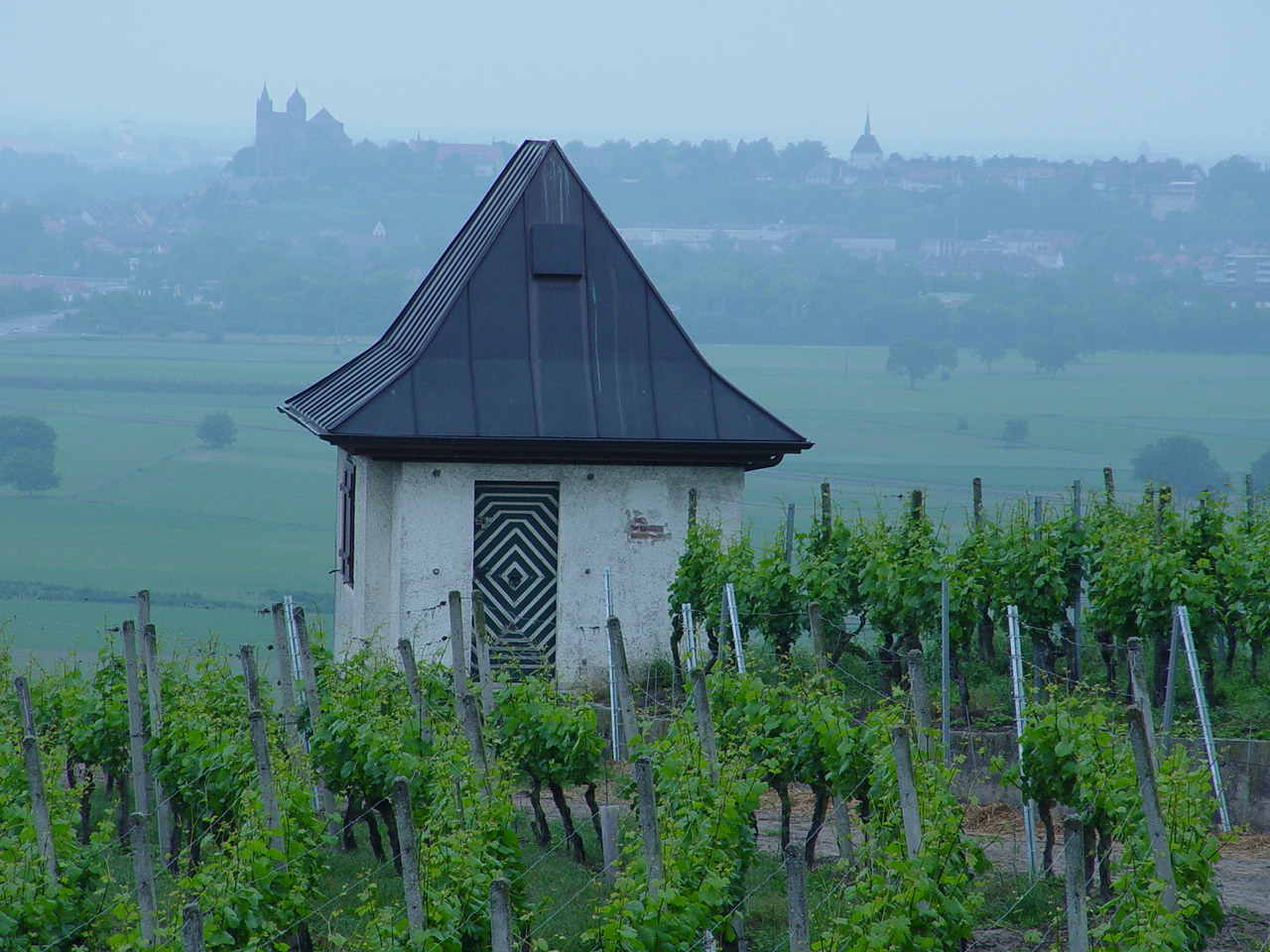
Kaiserstuhl; Blick in Richtung Breisach

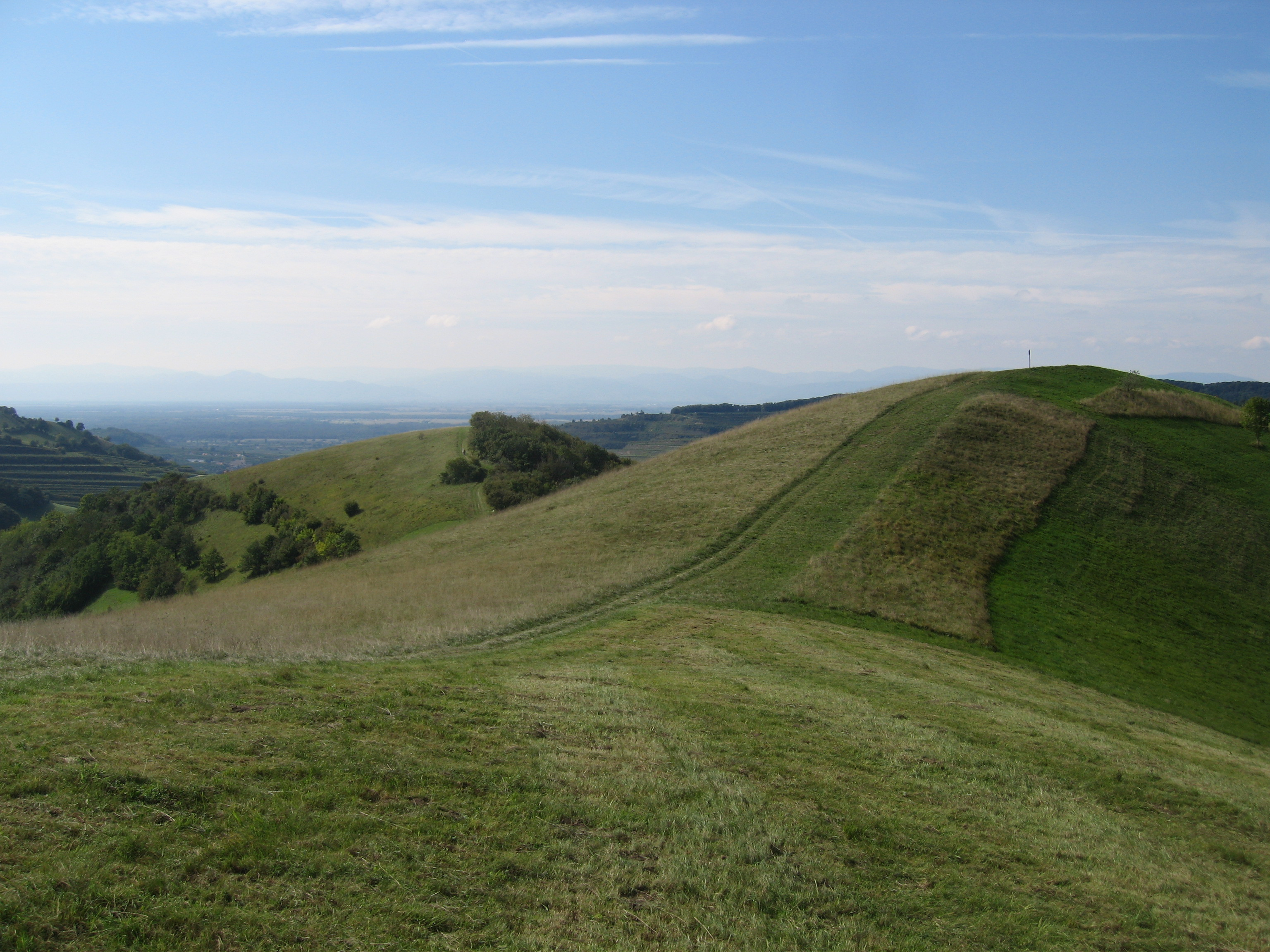
Naturschutzgebiet Badberg, Kaiserstuhl im Spätsommer

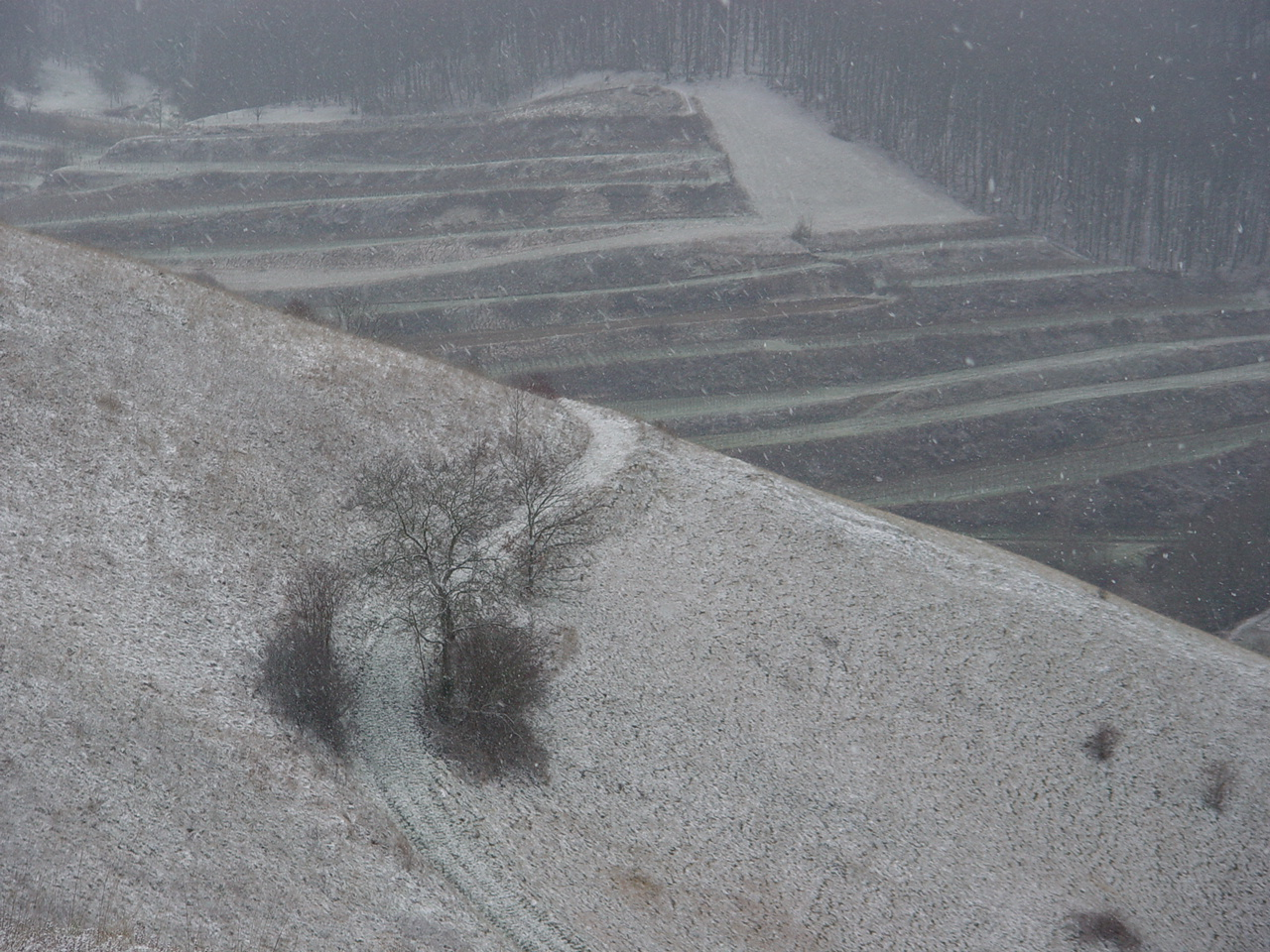
Badberg, Kaiserstuhl im Winter

Der Kaiserstuhl ist ein bis 556,8 m ü. NHN hohes, kleines Mittelgebirge vulkanischen Ursprungs in der Oberrheinischen Tiefebene. Es erhebt sich im Südwesten Baden-Württembergs (Deutschland), in den Landkreisen Emmendingen und Breisgau-Hochschwarzwald.

## Namensdeutung
Seinen Namen hat der Kaiserstuhl vermutlich von König Otto III., der bei Sasbach am 22. Dezember 994 einen Gerichtstag abhielt. Nach diesem Gerichtstag wurde das ganze Gebirge als „Königsstuhl“ bezeichnet. Nachdem Otto III. im Mai 996 zum Kaiser gekrönt worden war, wurde aus dem „Königsstuhl“ der „Kaiserstuhl“. Nachweislich belegt ist die Bezeichnung „Kaiserstuhl“ erst seit 1304. Historiker vermuten, dass der Begriff „Kaiserstuhl“ nicht vor dem 13. Jahrhundert entstand.

## Geographie

### Lage
Naturräumlich wird der Kaiserstuhl zum Oberrheinischen Tiefland gezählt und stellt dort die Haupteinheit 203 dar. Er befindet sich in Südbaden zum Großteil im Landkreis Breisgau-Hochschwarzwald, der kleine Nordteil gehört zum Landkreis Emmendingen. Inmitten der von den Vogesen im Westen und dem Schwarzwald im Osten begrenzten Oberrheinischen Tiefebene liegt er etwa 16 km nordwestlich der Großstadt Freiburg, direkt östlich des Rheins und etwas westlich der Dreisam. Er erhebt sich maximal 377,1 m über den Rhein unterhalb (179,5 m) des Stauwehrs bei Burkheim.
In seiner weitesten Ausdehnung vom Michaelsberg bei Riegel im Nordosten bis zum Fohrenberg bei Ihringen im Südwesten ist der Kaiserstuhl rund 15 km lang, seine größte Breite beträgt etwa 12,5 km.

### Berge
Zu den Bergen, Erhebungen und deren Ausläufern des Kaiserstuhls gehören – sortiert nach Höhe in Meter (m) über Normalhöhennull:
- Totenkopf (556,8 m), 1,9 km östlich von Bickensohl; mit Fernmeldeturm Vogtsburg-Totenkopf und Aussichtsturm Neunlinden
- Eichelspitze (521,3 m), 3 km westlich von Eichstetten mit dem Eichelspitzturm
- Katharinenberg (491,9 m), 1,3 km südsüdöstlich von Amoltern
- Bisamberg (469,6 m), 1,2 km südlich von Amoltern
- Staffelberg (447,6 m), 1,5 km nordnordwestlich von Schelingen
- Badberg (432,7 m) (Naturschutzgebiet), 1,5 km östlich von Oberbergen
- Holzeck (431,9 m), 1,7 km nordnordöstlich von Ihringen; mit Sendeturm
- Hochbuck (375,2 m), 900 m südlich von Achkarren
- Schlossberg (351,9 m), 500 m nordwestlich von Achkarren; mit Burgruine Höhingen
- Böselsberg (340,1 m), 500 m nordwestlich von Wasenweiler
- Hochberg, (288,7 m), 900 m nordöstlich von Jechtingen
- Büchsenberg (283,7 m), 1,3 km westlich von Achkarren

### Ortschaften
Städte und Gemeinden mit Anteil am Kaiserstuhl sind (alphabetisch sortiert):
| - Bahlingen am Kaiserstuhl - Bötzingen - Breisach am Rhein - Eichstetten am Kaiserstuhl - Endingen am Kaiserstuhl mit Amoltern, Kiechlinsbergen und Königschaffhausen | - Ihringen mit Wasenweiler - Riegel am Kaiserstuhl - Sasbach am Kaiserstuhl mit Jechtingen und Leiselheim - Vogtsburg im Kaiserstuhl mit Achkarren, Bickensohl, Bischoffingen, Burkheim, Oberbergen, Oberrotweil und Schelingen |

## Geologie

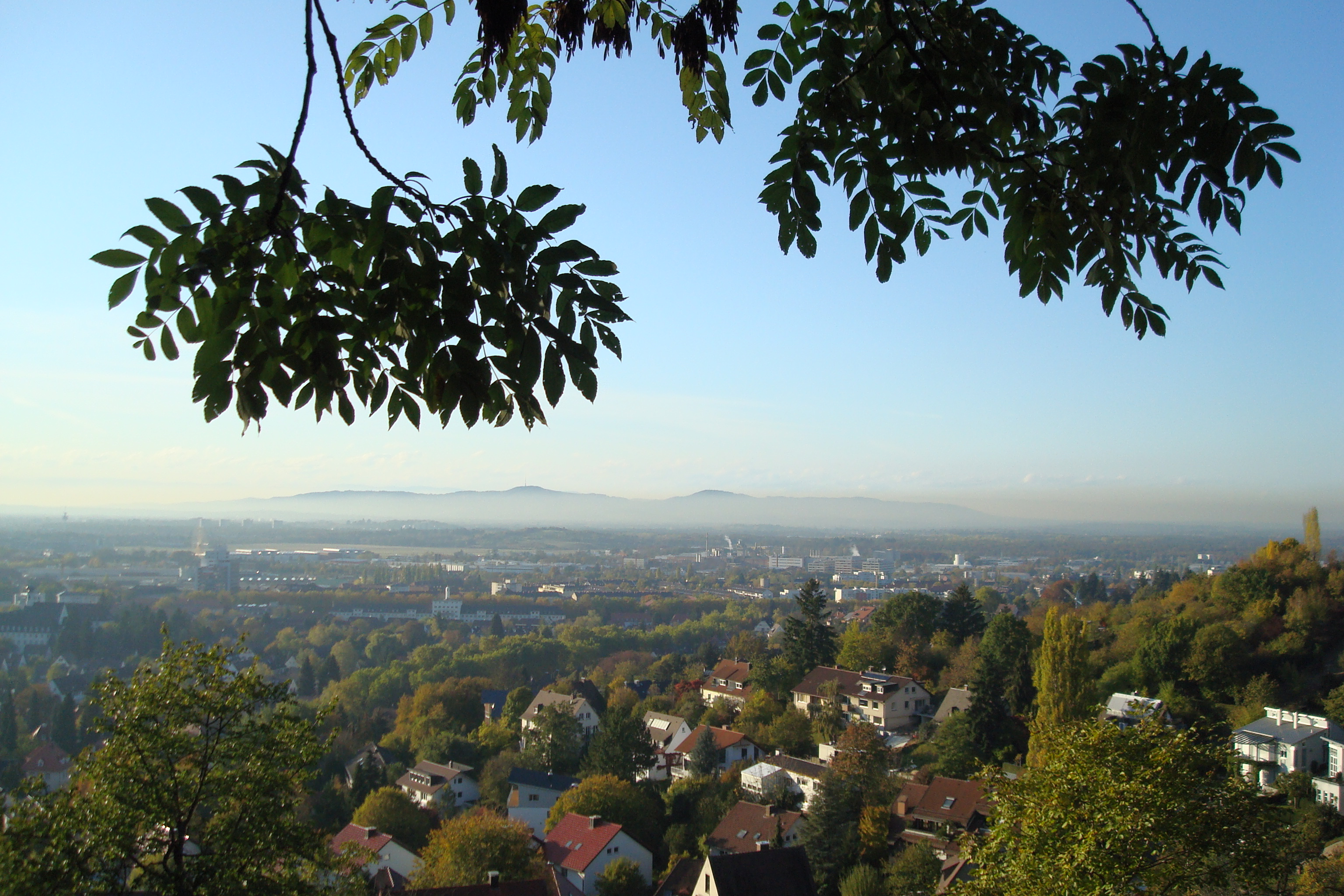
Kaiserstuhl im Oberrheingraben vom Rand des Südschwarzwalds aus gesehen (Eichhalde, Freiburg)

Die Entstehung des Kaiserstuhlvulkans im Tertiär war der Höhepunkt und der Schlusspunkt der vulkanischen Aktivität im Oberrheingraben. Diese begann schon in der Kreidezeit und zeigt sich in zahlreichen, heute tief erodierten Vulkanschloten. Der Kaiserstuhl ist der einzige größere Vulkan aus dieser Zeit im Bereich des Oberrheingrabens. Dieser trifft hier auf den Bonndorfer Graben, der über den Hegau zum Bodensee führt. Gegen Ende des Oligozäns drang Magma empor; es erstarrte noch unter der Erdoberfläche. Erst im Miozän kam es zu einem Durchbruch und zu großflächigen Lavaströmen. Geologisch gesehen lässt sich der Kaiserstuhl in einen sedimentären und einen vulkanischen Teil gliedern. Wegen dieser Besonderheiten wurde der Kaiserstuhl als eines der bedeutendsten nationalen Geotope Deutschlands ausgezeichnet.

### Sedimentärer Sockel
Die das östliche Drittel bildenden, nahezu horizontal lagernden Sedimentgesteine wurden lange vor der vulkanischen Aktivität zu Zeiten des Juras und Tertiärs gebildet. Wichtige aufgeschlossene stratigraphische Einheiten sind der Hauptrogenstein (hauptsächlich in Riegel) und die Pechelbronner Schichten (in der Gegend von Bötzingen). Dieser Teil des Kaiserstuhls wurde während der Entstehung des Oberrheingrabens weniger stark als seine Umgebung abgesenkt und ist ein Horst. Er entspricht im Aufbau und der Schichtenfolge äquivalenten Strukturen im näheren Umkreis, wie dem Tuniberg und Nimberg westlich sowie dem Schönberg südlich von Freiburg im Breisgau.

### Vulkanismus

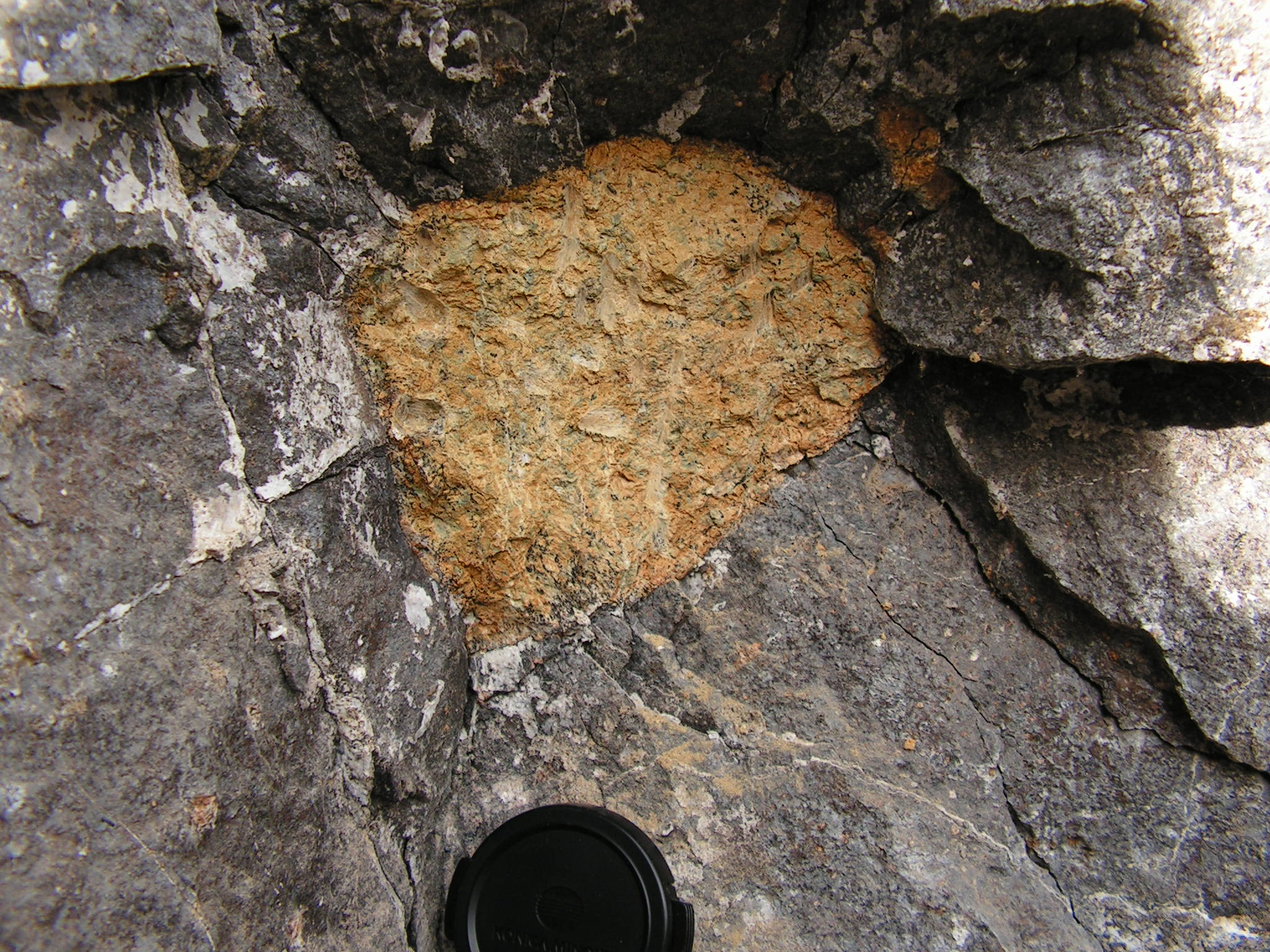
Xenolith aus dem Erdmantel (gelblich verwitterter Peridotit) in grauem Olivin-Nephelinit-Lavastrom, Lützelberg bei Sasbach

Petrologisch handelt es sich beim vulkanischen Kaiserstuhl um einen Alkaligesteins-Karbonatit-Komplex. Die den Großteil des zentralen und westlichen Kaiserstuhls aufbauenden vulkanischen Gesteine wurden vor rund 19 bis 16 Millionen Jahren im Miozän durch zahlreiche Vulkanausbrüche gebildet. Sie überlagern teilweise den sedimentären Sockel des östlichen Kaiserstuhls, wodurch dieser stellenweise kontaktmetamorph, das heißt durch Einwirkung hoher Temperatur, verändert wurde. Durch abwechselnde Eruption von Tephra und Lavaströmen aus mehreren Schloten bildete sich ein komplexer Schicht- oder Stratovulkan. Emporquellendes Magma erstarrte teilweise als subvulkanische Intrusion im Vulkangebäude und baut heute den Zentralkaiserstuhl auf. Lateral aufsteigende phonolithische Schmelzen drangen auch in den sedimentären Sockel des östlichen Kaiserstuhls. Bis heute wurden durch Erosion mehrere 100 m des ursprünglichen Vulkans abgetragen.

#### Vulkanische Gesteine
Der gesamte vulkanische Kaiserstuhl besteht aus Foid- und/oder Olivin-führenden, SiO2-untersättigten Gesteinen. Bei den Eruptivgesteinen handelt es sich zum größten Teil um Leucit-Tephrit, untergeordnet auch Phonolith, Limburgit und Olivin-Nephelinit (am Limberg bei Sasbach). Letzterer ist sehr reich an Xenolithen aus dem Erdmantel. Als Besonderheit bei den Eruptivgesteinen sind karbonatitische Ignimbrite und Lapilli zu nennen, die im Westkaiserstuhl an einigen Stellen (Henkenberg bei Burkheim, Kirchberg bei Oberrotweil) aufgeschlossen sind.
Bei den subvulkanischen Intrusionen und Ganggesteinen des zentralen Kaiserstuhls handelt es sich um die Tiefengesteinsäquivalente der Ausbruchsprodukte (Essexit, Karbonatit und grobkörnigerer Phonolith). Für verschiedene Varietäten der Ganggesteine gibt es in der Literatur eine Fülle weiterer Bezeichnungen (Alvikit, Hauynophyr, Mondhaldeit, Tinguait, Monchiquit und viele andere), die aber teilweise keine allgemein anerkannten Gesteinsnamen sind. Von großem wissenschaftlichen Interesse ist der bei Altvogtsburg und Schelingen anstehende Karbonatit. Dabei handelt es sich um ein recht seltenes vulkanisches Gestein, das nicht aus einer silikatischen, sondern aus einer karbonatischen Schmelze auskristallisierte. Aufgrund dieses ungewöhnlichen Umstandes wurde die magmatische Natur des Karbonatits lange Zeit nicht erkannt oder in Zweifel gezogen. Alternative Interpretationen gingen von kontaktmetamorph veränderten Sedimentgesteinen aus, die bekanntermaßen in unmittelbarer Nähe zu finden sind. Erst in den 1950er- und 1960er-Jahren gelang es, das Gestein gesichert als Karbonatit zu identifizieren, unter anderem durch das Auffinden der eruptiven Karbonatite im westlichen Kaiserstuhl. Wegen des in ihm auftretenden Niob-Minerals Koppit wurde der Karbonatit in der Mitte des 20. Jahrhunderts versuchsweise bergmännisch abgebaut. Allerdings erwiesen sich die Gehalte als zu gering für eine Nutzung in größerem Umfang.

#### Minerale
Seit langer Zeit ist der Kaiserstuhl als Fundstelle für zum Teil seltene Minerale bekannt. Besondere Fundstellen sind die Steinbrüche im Limburgit des Limbergs (verschiedene Zeolithe), im Karbonatit am Badberg und Orberg (Koppit) und im Phonolith des Fohbergs und des Kirchbergs (Zeolithe, Wollastonit, Melanit). Überwiegend treten diese als Kluftminerale oder Blasenfüllungen (Mandelstein) auf.

### Lössbedeckung

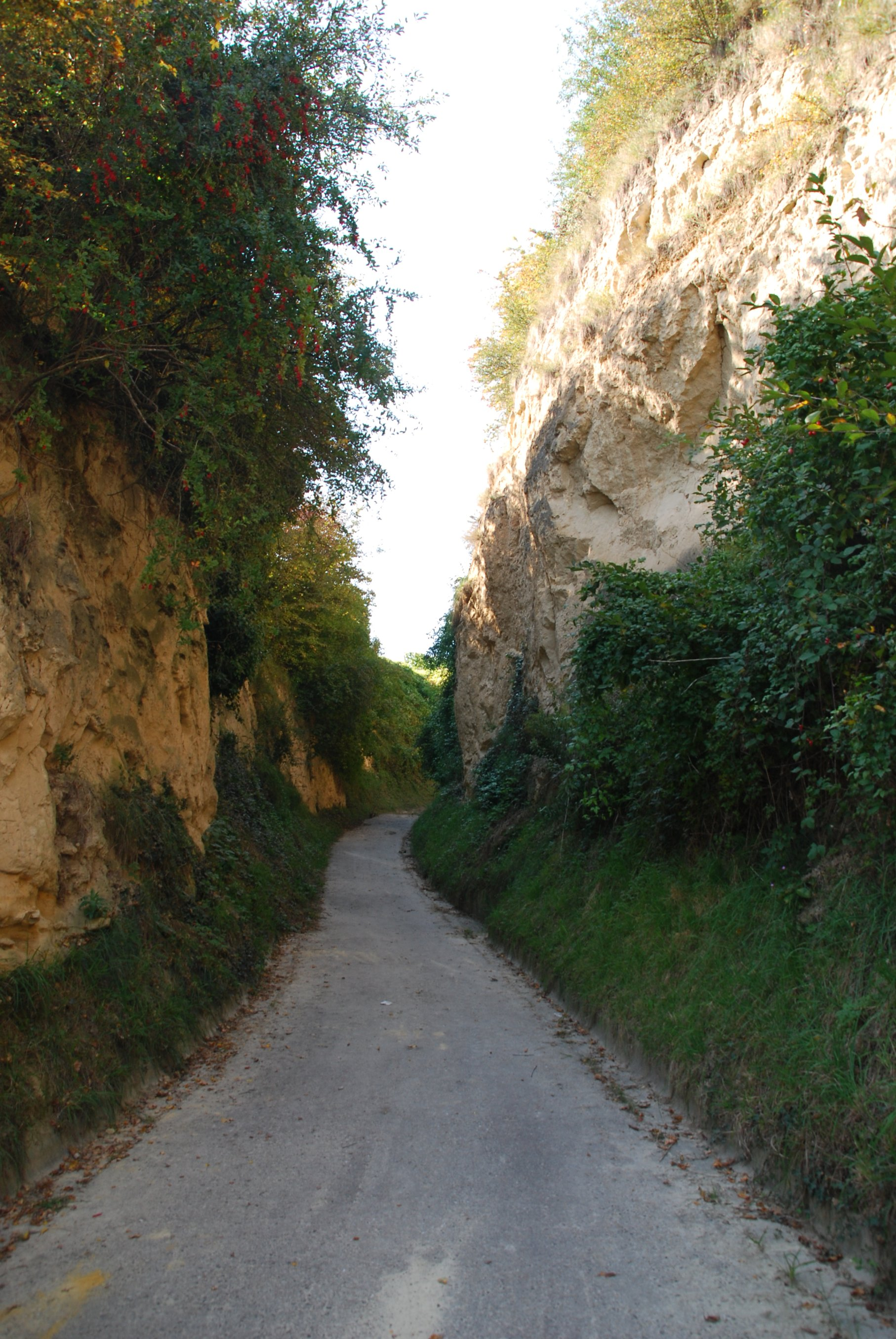
Lößhohlgasse Eichberg am Kaiserstuhl

Der Kaiserstuhl ist heute weitgehend von einer quartären Lössschicht bedeckt. Löss ist ein Lockersediment, welches durch Erosion anderer Gesteine entsteht und durch äolischen Transport an seinen Ablagerungsort befördert wird. Der Löss entstand – wie im gesamten Randbereich der Oberrheinebene – während der letzten weitgehend vegetationsfreien Eiszeit durch Auswehung aus dem Rheinschlamm. Die Ablagerung fand im periglazialen (eisfreien, jedoch von Gletschereis umgebenen) Gebiet um den Kaiserstuhl statt. Der Hauptprozess, der in dieser Region stattfindet, ist Frostsprengung von Gestein. Da keine Vegetation vorhanden ist, die den Wind bremsen könnte, weht dieser beständig stark. Er nimmt das leichteste Material mit und lagert es an Hindernissen, beispielsweise dem Kaiserstuhl, wieder ab. Hierbei ist zu beachten, dass die Ablagerung im Lee stattfindet, im Falle des Kaiserstuhls – wo der Wind aus Südwesten wehte – also im Nordosten. Je höher der Sedimentationsort liegt, desto dünner ist die Schicht tatsächlich abgelagerten Materials. Am Kaiserstuhl liegt die Mächtigkeit der Lössschicht zwischen 10 und 40 Metern, es gibt jedoch auch Orte im Südwesten, an denen kein Löss sedimentiert wurde. Der Herkunftsort des Lösses am Kaiserstuhl lag hauptsächlich in den nördlichen Kalkalpen. Auffällig im anstehenden Löss ist ein sich in unregelmäßigen Abständen wiederholender, rostfarbener Streifen. Dieser entsteht durch die phasenweise Anlieferung neuen Materials. Während einer schwachen Sedimentationsphase verwittert das obenauf liegende Material, wobei der Kalk ausgewaschen wird. Hierbei bildet sich Lösslehm. Der ausgewaschene Kalkanteil fällt weiter unten im Bodenprofil wieder aus und bildet den sogenannten Lösskindelhorizont. Zu jedem Ausfällungshorizont gehört deshalb ein Anreicherungshorizont.
Die Lössböden des Kaiserstuhls werden agrarisch intensiv genutzt, weil Lössboden einer der ackerbaulich günstigsten Böden weltweit ist (siehe Löss#Landwirtschaft).
Durch die jahrhundertelange landwirtschaftliche Nutzung sind Lösshohlwege entstanden.
Der gewachsene Löss ist zudem für den Hochwasserschutz von Bedeutung, da er starke Niederschläge wie ein Schwamm aufnimmt und dann gleichmäßig wieder abgibt. Durch die Anlage von Großterrassen für den Weinbau am Kaiserstuhl wird der Löss jedoch mit Planierraupen verdichtet und verliert diese Eigenschaft.

## Klima

### Allgemeines
Klimatisch zählt der Kaiserstuhl zur temperaten (gemäßigten) Klimazone. Durch die in der Oberrheinebene vorherrschende Wärmebegünstigung gehört er jedoch zu den wärmsten Orten Deutschlands mit für Mitteleuropa vergleichsweise milden Wintern und warmen Sommern, die teilweise sogar Durchschnittstemperaturen von über 20 Grad in den Monaten Juli und August aufweisen können. Durch seine mit Löss bedeckten vulkanischen Böden ist er ein sehr gutes Weinanbaugebiet. Die klimatischen Voraussetzungen des Kaiserstuhls heben sich von seiner Umgebung deutlich ab. Er liegt im Regenschatten der Vogesen, im Einfluss der Burgundischen Pforte, und hat somit ein eher trockenes Klima.

### Meteorologische Daten
Die Jahresmitteltemperatur beträgt in den Weinbauorten um die 11 °C, wobei sowohl 50 bis 60 Sommertage als auch 60 bis 70 Frosttage zu verzeichnen sind. Dies spiegelt schon ein besonderes Merkmal des Kaiserstuhls wider, denn er zeichnet sich durch recht extreme Klimaverhältnisse aus, was sich besonders in der durchschnittlichen jährlichen Temperaturschwankung von 18,5 °C ausdrückt. Der mittlere Niederschlag auf dem Kaiserstuhl beträgt etwa 600 bis 700 mm, bei jährlich zum Beispiel 1786 Stunden Sonnenschein in Ihringen am Kaiserstuhl.

## Flora und Fauna

Smaragdeidechse (Lacerta viridis)

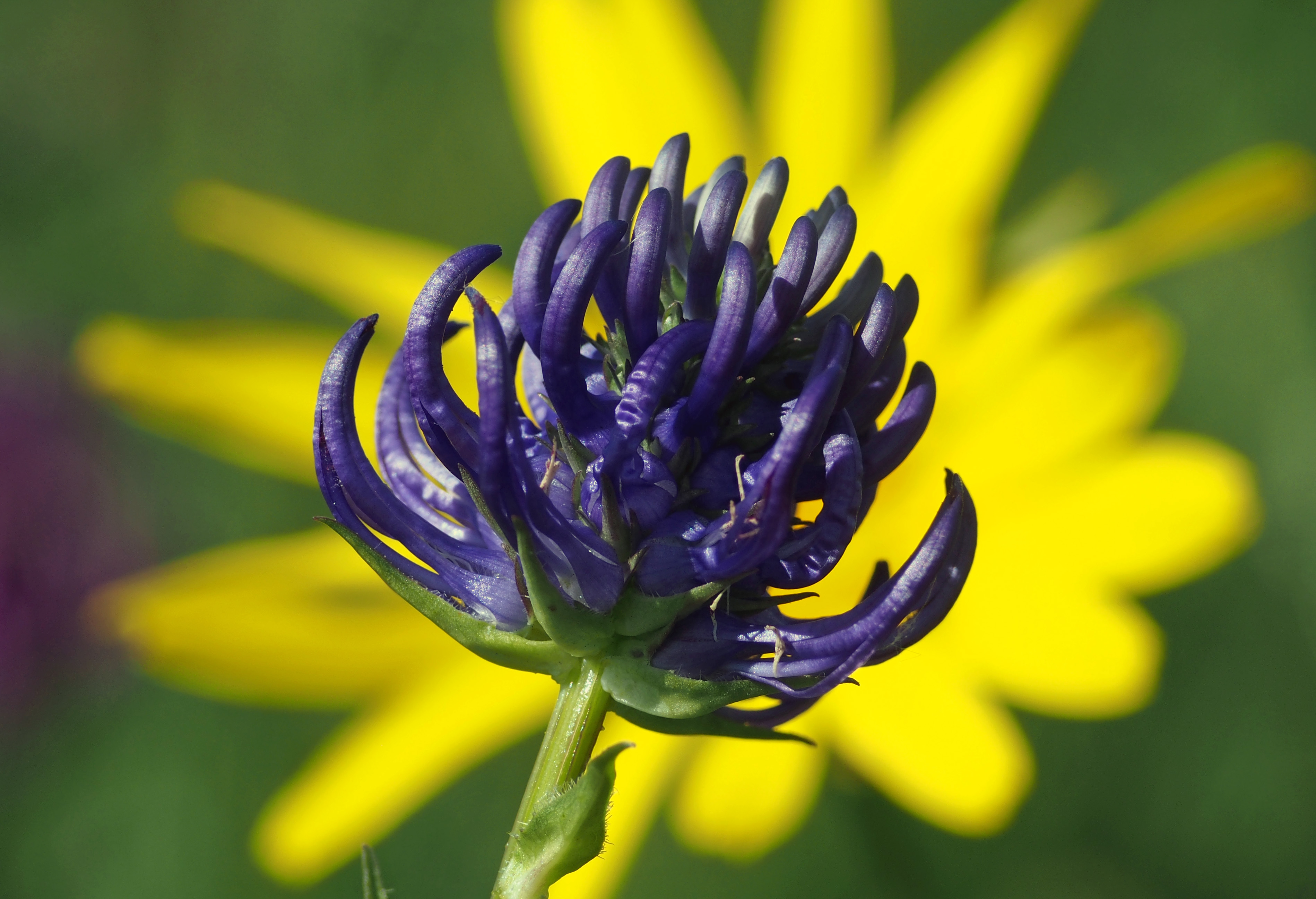
Teufelskralle vor wilder Ringelblume

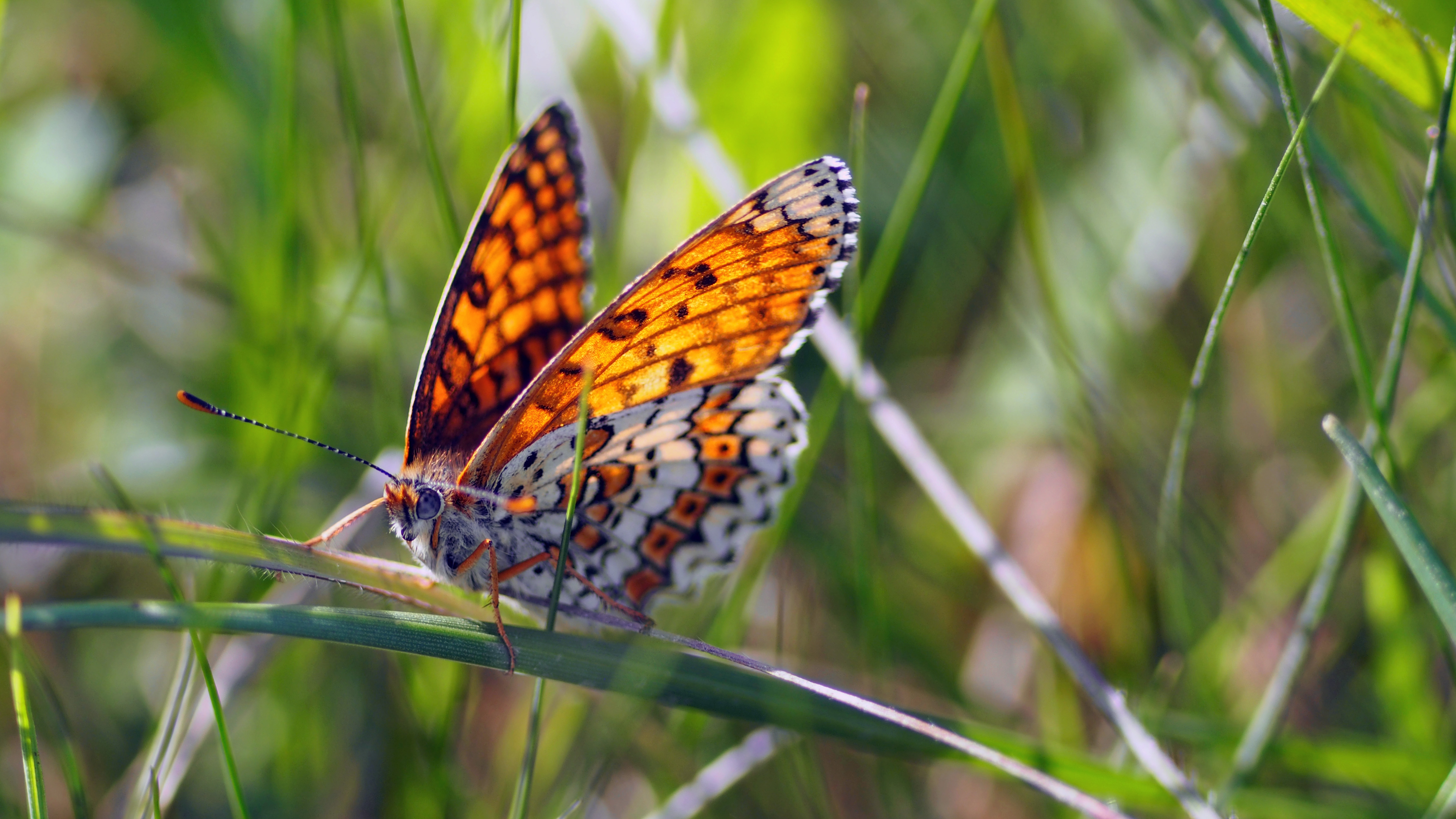
Wegerich-Scheckenfalter

Das Klima des Kaiserstuhls erklärt auch die große Fülle an wärmeliebender Flora und Fauna. Beispielsweise ist der Kaiserstuhl einer der Orte mit der größten Orchideenvielfalt in Europa – mehr als 30 Arten wurden registriert. Zwischen den Rebstöcken wuchern wilde Traubenhyazinthen, und an Böschungen blühen Schwertlilien. Außerdem leben hier Bienenfresser, Smaragdeidechsen und Gottesanbeterinnen (Mantis religiosa) – Arten, die ihren Verbreitungsschwerpunkt im mediterranen Bereich haben (nach neuen genetischen Studien handelt es sich bei der Smaragdeidechse allerdings um eine wahrscheinlich allochthone Population der Östlichen Smaragdeidechse). Die Flaumeiche ist ein Xerophyt und kommt sonst vor allem in Südeuropa vor, am Kaiserstuhl kann sie sich jedoch vor allem im Flaumeichenwald am Büchsenberg als Niederwald halten. Diese Arten leben in einem disjunkten Areal, also von ihrem normalen Verbreitungsgebiet abgetrennt. Dies ist ein Relikt einer postglazialen Warmzeit, zu der auch im Gebiet um den Kaiserstuhl ein deutlich wärmeres Klima herrschte. Nach Ende der Warmzeit konnten die genannten Arten nur noch am Kaiserstuhl überleben.
Außerdem gibt es am Kaiserstuhl größere Populationen des Maikäfers. Die Art wurde in der Vergangenheit trotz Kritik von Umweltschützern mit Insektiziden bekämpft, so etwa im Jahr 2009. Die Aktion wurde damit begründet, dass der Maikäfer ansonsten existenzbedrohende Schäden in der umliegenden Landwirtschaft auslösen könnte.

## Schutzgebiete
Der Kaiserstuhl weist eine sehr hohe Dichte von Naturschutzgebieten (NSG) auf. Im Zentrum – zwischen den Vogtsburger Stadtteilen Schelingen und Oberbergen und der etwas östlich entfernten Gemeinde Eichstetten – liegen die zwei größten und direkt benachbarten Gebiete: Das seit 1969 bestehende und 65 Hektar große NSG Badberg, das viele seltene Pflanzen (z. B. Orchideen) aufweist und das östlich anschließende 1989 ausgewiesene NSG Haselschacher Buck, welches mit einer Fläche von 71,3 Hektar das größte Naturschutzgebiet ist. Zudem gibt es eine Vielzahl kleinerer Naturschutzgebiete im Kaiserstuhl. Großteile, besonders in seinem Zentrum, gehören zum vielteiligen Fauna-Flora-Habitat-Gebiet Kaiserstuhl (FFH-Nr. 7911-341) und dem Europäischen Vogelschutzgebiet Kaiserstuhl.
| NSG-Nr. | Name                       | Fläche (ha) | Höhe (m ü. NHN) | KO | Verordnung (Datum) | WDPA-ID   |
| ------- | -------------------------- | ----------- | --------------- | -- | ------------------ | --------- |
| 3.026   | Amolterer Heide            | 11,2        | 300–330         |    | 20. Oktober 1939   | 000081304 |
| 3.076   | Badberg                    | 65,0        | 280–430         |    | 9. August 1969     | 000081345 |
| 3.125   | Bitzenberg                 | 02,7        |                 |    | 18. April 1983     | 000081411 |
| 3.049   | Büchsenberg                | 11,9        |                 |    | 8. Juli 1955       | 000081483 |
| 3.148   | Dachslöcher Buck           | 06,4        |                 |    | 4. September 1985  | 000162691 |
| 3.152   | Ebnet                      | 01,6        | 270–280         |    | 11. November 1985  | 000162837 |
| 3.180   | Erletal                    | 02,4        | 220-250         |    | 10. Mai 1991       | 000162998 |
| 3.169   | Haselschacher Buck         | 71,3        |                 |    | 11. April 1989     | 000163542 |
| 3.109   | Hochberg                   | 00,7        | 250-270         |    | 27. September 1979 | 000081892 |
| 3.087   | Limberg                    | 28,9        |                 |    | 16. August 1973    | 000082096 |
| 3.183   | Oberbergener Scheibenbuck  | 05,2        |                 |    | 16. Dezember 1991  | 000164859 |
| 3.096   | Ohrberg                    | 09,6        |                 |    | 16. Dezember 1976  | 000082280 |
| 3.069   | Rheinhalde Burkheim        | 02.0        |                 |    | 17. März 1965      | 000082403 |
| 3.283   | Schelinger Weide-Barzental | 48,9        |                 |    | 29. Dezember 2012  | 555552566 |
| 3.104   | Scheibenbuck-Bluttenbuck   | 07,4        |                 |    | 26. Dezember 1978  | 000082513 |
| 3.103   | Schneckenberg              | 02,0        |                 |    | 26. Dezember 1978  | 000082539 |
| 3.178   | Steinbruch Niederrotweil   | 10,0        |                 |    | 6. Februar 1991    | 000165703 |

## Wirtschaft

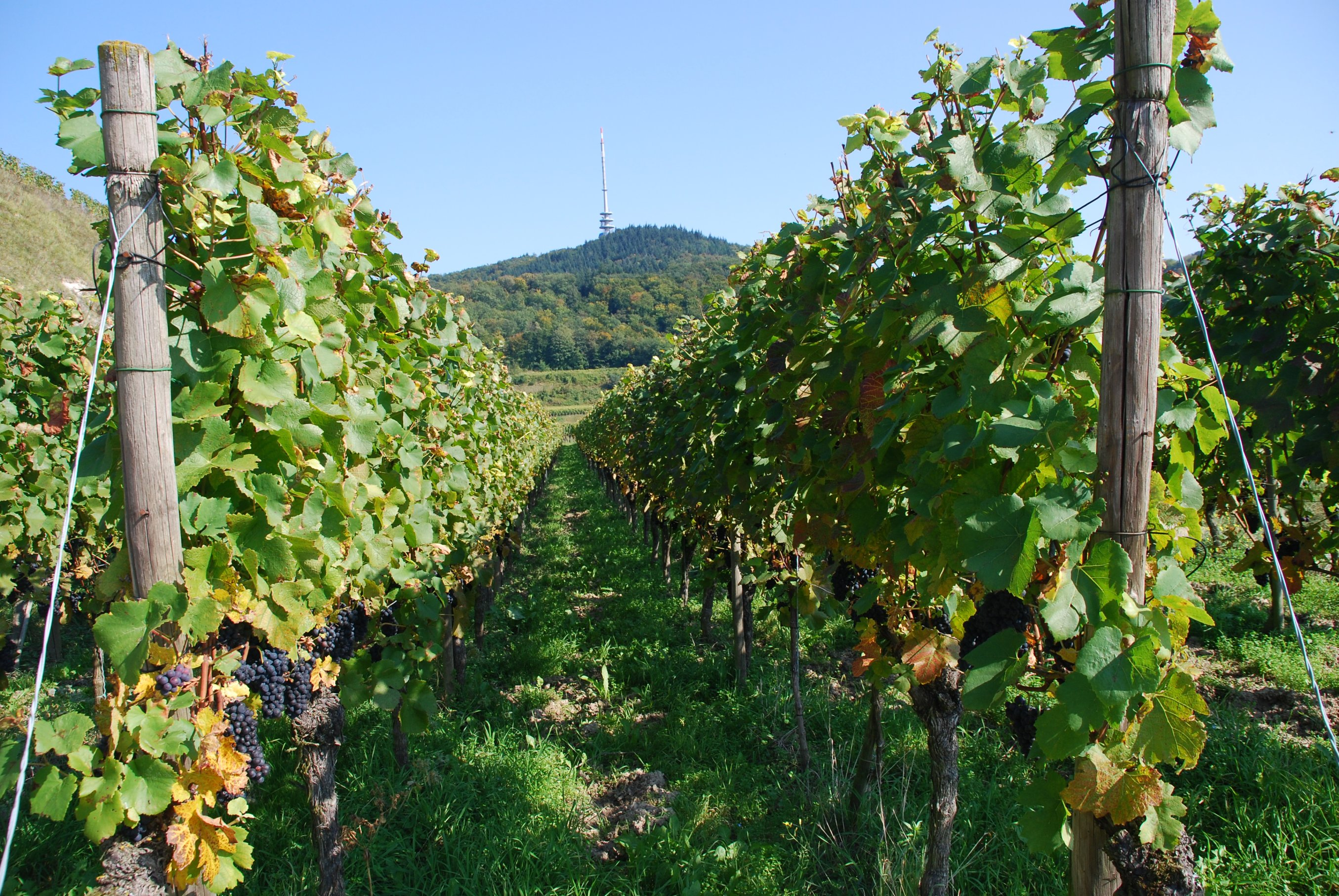
Weinreben im Kaiserstuhl

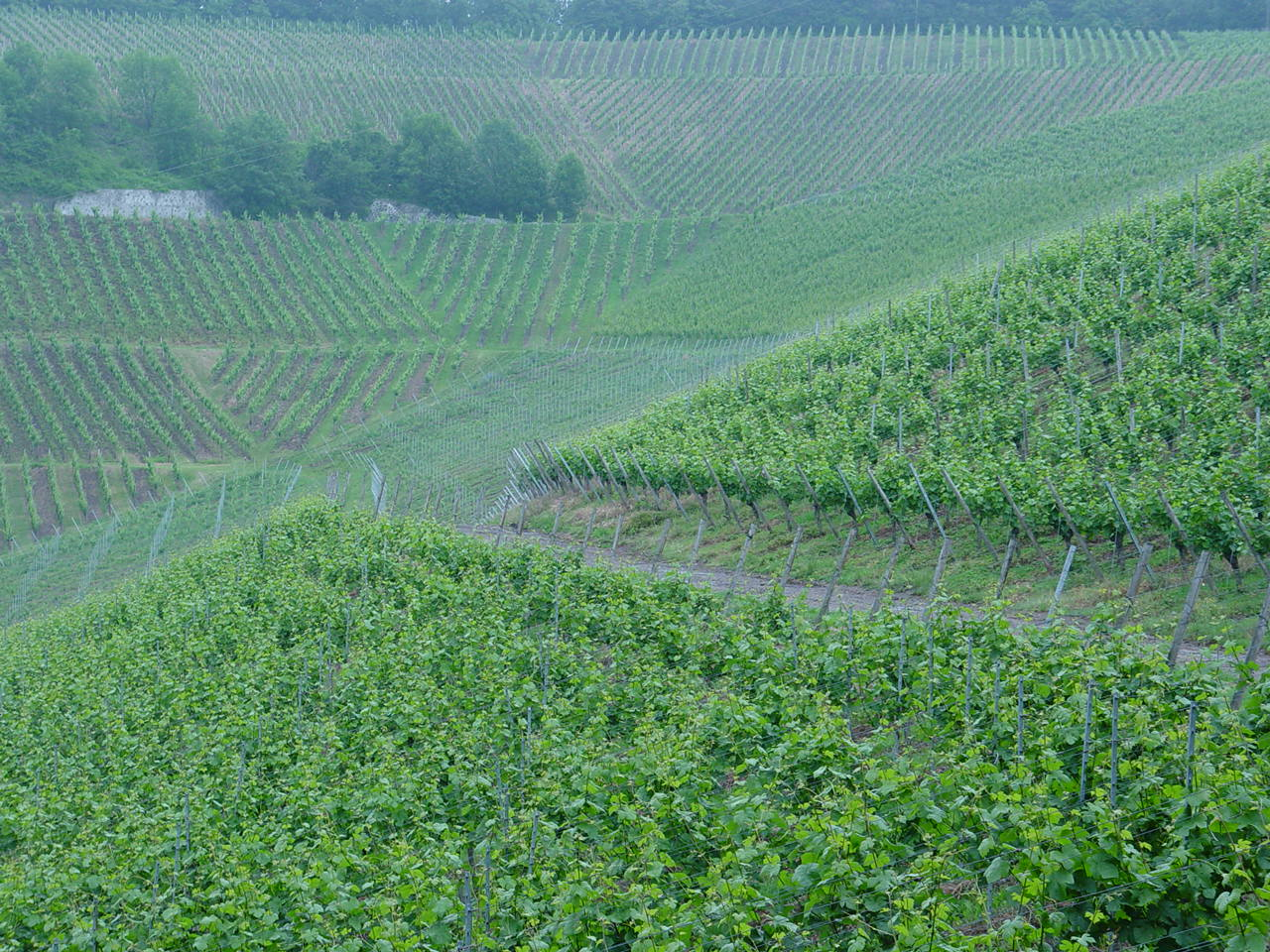
Weinanbau im Kaiserstuhl

Rund um und besonders im Kaiserstuhl wird reger Weinbau getrieben, wobei die Kaiserstühler Weine einen mittlerweile internationalen ausgezeichneten Ruf haben. Die Weinbauflächen umfassen den Großteil der freien Fläche des Kaiserstuhls; sie sind entweder in Winzergenossenschaften zusammengeschlossen oder befinden sich in Privatbesitz beziehungsweise in Besitz privater Weingüter. Wein gedeiht wegen des Lössbodens besonders gut.
Angebaute Rebsorten sind: Müller-Thurgau, Riesling, Silvaner, Blauer Spätburgunder, Grauburgunder, Weißer Burgunder, Gewürztraminer.

## Landschaftsveränderung
Die Oberfläche des Kaiserstuhls wurde vom wirtschaftenden Menschen seit dessen Besiedlung verändert. Da Löss infolge der Bodenbearbeitung stark erosionsanfällig ist, mussten Terrassen geschaffen werden, die meist als Rebflächen, teilweise auch für Obst- oder zum Ackerbau genutzt wurden. Dadurch entstanden schon früh die typischen kleinterrassierten Hänge, die zudem von den ebenfalls durch die „Nutzung“ entstandenen Lösshohlwegen durchzogen wurden.
Im Sinne der Flurbereinigung wurde um 1950 damit begonnen, zunächst kleinere Terrassen zusammenzulegen; dies endete in Großumlegungen, welche die ursprüngliche Landschaft in Teilbereichen völlig umgestalteten. Diese Umgestaltung begann zwischen 1950 und 1960 mit kleinräumigen Neuordnungen. Dabei wurde das Gelände meist in Handarbeit bzw. mit Hilfe betriebseigener Maschinen umgestaltet. In dieser Zeit wurden rund 950 ha von den Flurbereinigungsbehörden flurbereinigt.
Zwischen 1960 und 1970 wurden die Lösshänge umfassender umgestaltet, wobei große, tiefe und möglichst rechteckige Terrassenflächen mit entsprechend hohen Böschungen entstanden. Die Terrassen wurden mit bergseitiger Neigung angelegt, so dass jetzt vom Tal aus vielfach nur noch die Kanten sichtbar sind. Auf diese Art entstanden rund 650 ha Rebfläche. 

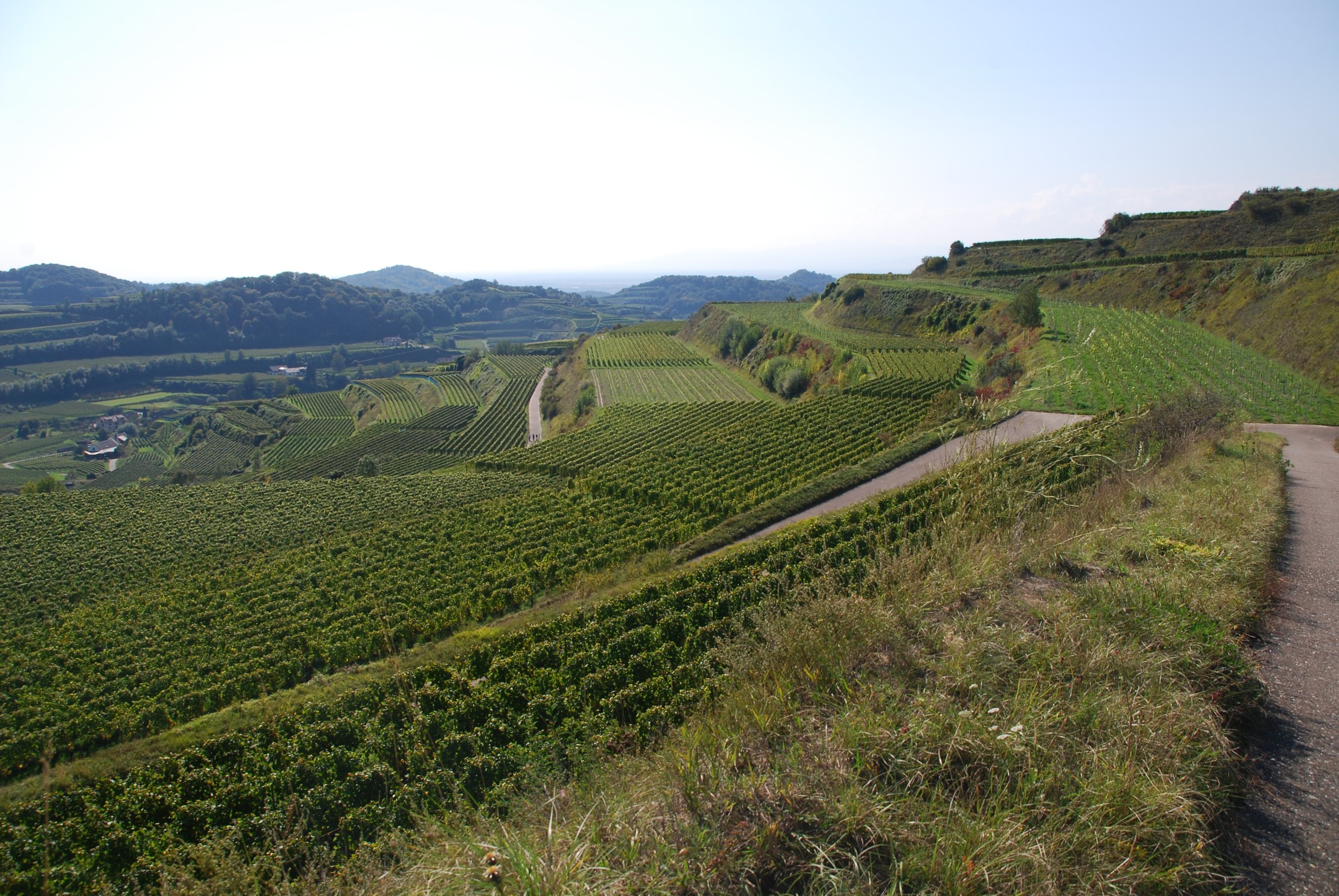
Großterrassen nach Flurbereinigung am Kaiserstuhl

Mit umfassendem Maschineneinsatz wurden die Großterrassenplanungen der Jahre 1970 bis 1976 umgesetzt, die das Landschaftsbild deutlich veränderten. 

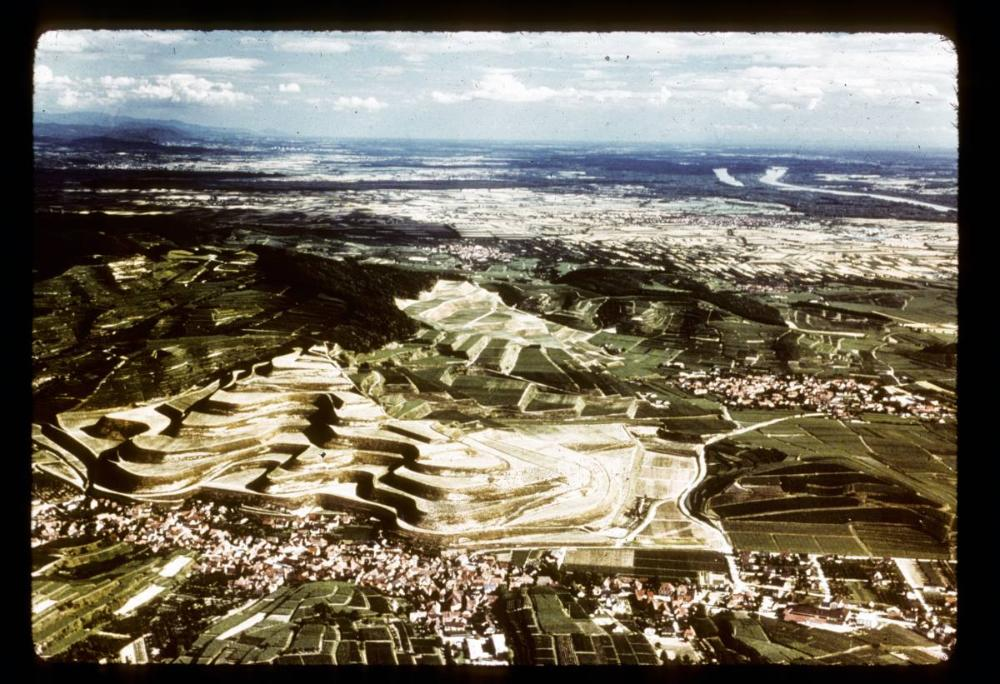
Rebterrassen zur Zeit der Flurbereinigung am Kaiserstuhl

Vor diesen Maßnahmen zeichneten sich in den sanften Hängen, deren Oberflächen von den kleinen Terrassen überprägt waren, noch die ursprünglich natürlich entstandenen Senken ab. Statt diesem Nebeneinander von natürlichen und vom Menschen geschaffenen Strukturen nehmen die Kritiker nun festungsartige und landschaftsfremde Oberflächen wahr, die eine Gesamtgröße von ca. 630 ha Rebfläche bieten. Da die Böschungen und sonstigen Flächen größer waren als die Rebflächen, erstreckte sich die Landschaftsveränderung jeweils auf mehr als das Doppelte der neu geschaffenen nutzbaren Fläche. Beispiele für diese Phase sind die Flurbereinigungen Oberrotweil-Oberberg, Ihringen-Abtsweingarten, Eichstetten-Hättlinsberg und Endingen am Kaiserstuhl-Schambach. Inzwischen war der Großteil der Lösshohlwege durch die Flurbereinigung verschwunden, die zuvor ökologische Nischen speziell für Wildbienen und Vögel gewesen waren.
Die letzte Phase der Rebflurbereinigung erstreckte sich auf die Zeit zwischen 1976 und 1982, in der unter anderem wegen der Proteste gegen die Großterrassenplanungen gemäßigt vorgegangen wurde: Die Böschungshöhen wurden auf maximal 10 m „beschränkt“, der Böschungsverlauf wurde „geschwungen angelegt und der Landschaft angepasst“. Mit diesen Verfahren wurden zum Beispiel in Oberbergen-Baßgeige oder in Bickensohl-Herrenstück rund 330 ha Rebfläche bearbeitet.
Nachdem ab 1977 durch länger anhaltende niederschlagsreiche Perioden Böschungsschäden entstanden waren, fielen in der Pfingstwoche des Jahres 1983 Niederschlagsmengen, die teilweise ein Drittel des Jahresmittels ausmachten. Diese führten in den umgelegten Gebieten zu Schäden: Die Böschungsoberflächen rutschten vielfach mitsamt der Vegetation ab, ehemalige, durch die Umlegungen verschüttete Talzüge wurden ausgeschwemmt, in einzelnen Terrassen entstanden tiefgreifende Grundbrüche. Überdies kam es in den Folgejahren zu Frostschäden. Durch die bergseitige Neigung der Terrassenoberflächen konnten sich Kaltluftseen bilden, in denen die Reben vor allem in der Blüte erfroren. Außerdem entstanden, vor allem in den niedriger gelegenen Rebflächen, in denen zuvor meist Obst angebaut worden war, erhebliche Frostschäden am Holz der Rebbestände.
Die Tätigkeit der Flurbereinigungsbehörden beschränkte sich in der Zeit nach 1982 auf Reparaturarbeiten und partielle Umplanungen, die zumindest die schwersten Folgen der Umgestaltungen korrigieren sollten. Inzwischen hatte man auch begonnen, die verbliebenen Lösshohlwege als Naturdenkmale auszuweisen und sie zu schützen.
Seit 2021 wird auf einer Fläche von etwa einem Hektar Echter Lavendel und Lavandin angebaut. Dank der Wärme und der kalkreichen Böden gedeiht er gut. Zwei der vier Felder liegen in Bischoffingen und je eines in Königschaffhausen und Burkheim. Auf letzterem wachsen neun verschiedene Sorten.

## Verkehrsanbindung
Östlich des Kaiserstuhls ist die Bundesautobahn 5 angelegt, von der erst Landes- und dann Kreisstraßen in das Mittelgebirge führen. Östlich, nördlich und westlich verläuft die Kaiserstuhlbahn und südlich die Breisacher Bahn am Kaiserstuhl vorbei.

## Wandern

Eingangsportal in Ihringen mit dem in einer Übersichtskarte integrierten Themenpfadenetz

Der bekannteste und „klassische“ Wanderweg ist der Neunlindenpfad (Nord-Süd-Weg); er ist einer von acht Themenpfaden und führt von Endingen über den Katharinenberg und den Totenkopf mit Aussichtsturm Neunlinden nach Ihringen. Von den Wegen bieten sich vielerorts Ausblicke auf den Schwarzwald, die Rheinebene und die Vogesen. Auch der Querweg Schwarzwald–Kaiserstuhl–Rhein führt über den Kaiserstuhl.
Als Wissenschaftlicher Lehrpfad wurde 1977 der Limberg-Weg angelegt. Er umfasst 90 Stationen zu den Themen Geologie und Mineralogie, Geschichte, Naturschutz und Landschaftspflege, Forstwirtschaft, Wein- und Obstbau, Rheinbau und Wasserwirtschaft, sowie Landeskunde.
Die acht Themenpfade wurden 2007 mit einer Gesamtlänge von 140 km eröffnet und in das bestehende Wanderwegenetz des Schwarzwaldvereins (Markierung: gelber Rhombus auf weißem Hintergrund) integriert. Dabei wurde das Wanderwegenetz mit 430 neuen Wegweisern ausgeschildert. Große Tafeln mit einer Übersichtskarte und mit Standortinformationen sind an zentralen Punkten wie zum Beispiel an Bahnhöfen in den von den Themenpfaden verbundenen oder durchlaufenden Ortschaften aufgestellt. Jeder Themenpfad ist durch eine eigene Farbe und ein dem Namen entsprechendes Symbol auf den Eingangsportalen und den Wegweisern optisch gekennzeichnet. Weitere 120 kleinere Thementafeln erläutern entlang der Wanderwege lokale Besonderheiten. Örtliche Pfade, wie zum Beispiel der Brunnenpfad (7 km) in Bötzingen, wurden in das neue Netz der Themenpfade integriert.
- Neunlindenpfad (Nord-Süd-Weg): Ihringen–Endingen; 16,8 km
- Steinkauzpfad: Wasenweiler–Riegel; 17,9 km
- Wiedehopfpfad: Breisach–Sasbach/Limberg; 31,5 km
- Knabenkrautpfad: Breisach–Bötzingen; 21,5 km
- Kirschbaumpfad: Sasbach–Riegel; 18,4 km
- Katharinenpfad: Vogtsburg–Oberrotweil–Bahlingen; 12,6 km
- Badbergpfad: Vogtsburg–Oberrotweil–Nimburg; 14,9 km
- Bienenfresserpfad: Ihringen–Königschaffhausen; 16,1 km

Die acht Themenpfade wurden 2010 durch den Kaiserstuhlpfad ergänzt, der als Prädikatswanderweg das Gütesiegel „Qualitätsweg Wanderbares Deutschland“ erhielt. Der 21,7 km lange Kaiserstuhlpfad orientiert sich mit einigen Erweiterungen am Neunlindenpfad (Nord-Süd-Weg) und führt von Endingen durch das Erletal hoch zur Katharinenkapelle, entlang der Naturschutzgebiete Badberg und Haselschacher Buck zum Eichelspitzturm, weiter über den Vogelsang-Pass zum Neunlindenturm, durch den Lößhohlweg Eichgasse nach Bickensohl und über den Kreuzenbuck durch die Lenzengasse nach Ihringen.